# الانتحار في ليتوانيا
أصبح الانتحار في ليتوانيا قضية اجتماعية هامة على المستوى الوطني نظرا للمعدلات المسجلة حاليا.

## الأسباب
يعتقد أن الأوضاع الاقتصادية والاجتماعية في ليتوانيا عوامل تلعب دورا مهما في ارتفاع معدلات الانتحار. وفقا لشهادة أونوتي دافيديونييني، مدير مركز الصحة العقلية الحكومي، فإن السبب الرئيسي وراء الارتفاع الهائل في خالات الانتحار خلال العقد الماضي هو الانتقال الاقتصادي والاجتماعي للبلاد على أعقاب الأزمة المالية الروسية لسنة 1998.

## الإحصائيات
وفقا لموقع إلكتروني حول التصنيفات الصحية العالمية، في 2014 حوالي 29 شخصا لكل 100 ألف انتحروا. وعلى النقيض من ذلك، ووفقا لتقرير أصدرته منظمة الصحة العالمية، وصل هذا العدد سنة 1995 إلى 46 حلة انتحار لكل 100 ألف نسمة.
| معدلات الانتحار (لكل 100 ألف نسمة) حسب الجنس، ليتوانيا، 1981-2009 | معدلات الانتحار (لكل 100 ألف نسمة) حسب الجنس، ليتوانيا، 1981-2009 | معدلات الانتحار (لكل 100 ألف نسمة) حسب الجنس، ليتوانيا، 1981-2009 | معدلات الانتحار (لكل 100 ألف نسمة) حسب الجنس، ليتوانيا، 1981-2009 | معدلات الانتحار (لكل 100 ألف نسمة) حسب الجنس، ليتوانيا، 1981-2009 | معدلات الانتحار (لكل 100 ألف نسمة) حسب الجنس، ليتوانيا، 1981-2009 | معدلات الانتحار (لكل 100 ألف نسمة) حسب الجنس، ليتوانيا، 1981-2009 | معدلات الانتحار (لكل 100 ألف نسمة) حسب الجنس، ليتوانيا، 1981-2009 |
| الجنس                                                             | 1981                                                              | 1985                                                              | 1990                                                              | 1995                                                              | 2000                                                              | 2005                                                              | 2009                                                              |
| ----------------------------------------------------------------- | ----------------------------------------------------------------- | ----------------------------------------------------------------- | ----------------------------------------------------------------- | ----------------------------------------------------------------- | ----------------------------------------------------------------- | ----------------------------------------------------------------- | ----------------------------------------------------------------- |
| ذكور                                                              | 59.4                                                              | 58.0                                                              | 44.3                                                              | 79.1                                                              | 75.6                                                              | 68.1                                                              | 61.3                                                              |
| إناث                                                              | 10.7                                                              | 12.9                                                              | 9.7                                                               | 15.6                                                              | 16.1                                                              | 12.9                                                              | 10.4                                                              |
| المجموع                                                           | 33.6                                                              | 34.1                                                              | 26.1                                                              | 45.6                                                              | 44.1                                                              | 38.6                                                              | 34.1                                                              |
| المصدر: منظمة الصحة العالمية                                      |                                                                   |                                                                   |                                                                   |                                                                   |                                                                   |                                                                   |                                                                   |

| أعداد المنتحرون حسب الفترة العمرية والجنس، ليتوانيا، 2009 | أعداد المنتحرون حسب الفترة العمرية والجنس، ليتوانيا، 2009 | أعداد المنتحرون حسب الفترة العمرية والجنس، ليتوانيا، 2009 | أعداد المنتحرون حسب الفترة العمرية والجنس، ليتوانيا، 2009 | أعداد المنتحرون حسب الفترة العمرية والجنس، ليتوانيا، 2009 | أعداد المنتحرون حسب الفترة العمرية والجنس، ليتوانيا، 2009 | أعداد المنتحرون حسب الفترة العمرية والجنس، ليتوانيا، 2009 | أعداد المنتحرون حسب الفترة العمرية والجنس، ليتوانيا، 2009 | أعداد المنتحرون حسب الفترة العمرية والجنس، ليتوانيا، 2009 | أعداد المنتحرون حسب الفترة العمرية والجنس، ليتوانيا، 2009 |
| --------------------------------------------------------- | --------------------------------------------------------- | --------------------------------------------------------- | --------------------------------------------------------- | --------------------------------------------------------- | --------------------------------------------------------- | --------------------------------------------------------- | --------------------------------------------------------- | --------------------------------------------------------- | --------------------------------------------------------- |
| الفترة العمرية                                            | 5–14                                                      | 15–24                                                     | 25–34                                                     | 35–44                                                     | 45–54                                                     | 55–64                                                     | 65–74                                                     | 75+                                                       | جميعها                                                    |
| ذكور                                                      | 3                                                         | 109                                                       | 116                                                       | 195                                                       | 233                                                       | 148                                                       | 91                                                        | 57                                                        | 952                                                       |
| إناث                                                      | 2                                                         | 16                                                        | 15                                                        | 26                                                        | 39                                                        | 27                                                        | 21                                                        | 40                                                        | 186                                                       |
| المجموع                                                   | 5                                                         | 125                                                       | 131                                                       | 221                                                       | 272                                                       | 175                                                       | 112                                                       | 97                                                        | 1138                                                      |
| المصدر: منظمة الصحة العالمية                              |                                                           |                                                           |                                                           |                                                           |                                                           |                                                           |                                                           |                                                           |                                                           |